# Gisle Kverndokk
Gisle Kverndokk (* 3. Februar 1967 in Trondheim, aufgewachsen in Skien) ist ein norwegischer zeitgenössischer Komponist.

## Ausbildung und Karriere
Kverndokk studierte in seiner Jugend Komposition bei Ragnar Søderlind. Nach dem Abitur schrieb sich Kverndokk an der Norwegischen Musikakademie ein, die er 1994 mit einem Diplom abschloss. Er studierte bei Olav Anton Thommessen, Lasse Thoresen und Alfred Janson. Kverndokk hat auch an der Juilliard School in New York City bei John Corigliano und David Diamond studiert. 1992 erhielt Kverndokk mit seinem Orchesterwerk Selene einen der Hauptpreise des Juilliard Composers Competition. Für seine Arbeit Initiasjon for Fiolin og Orkester erhielt Kverndokk 1993 den ersten Preis in der Kategorie für Komponisten unter 30 Jahren auf dem Internationalen Rostrum of Composers in Paris. Kverndokk hat zwei Solokonzerte komponiert, die beide von den Bergener Philharmonikern uraufgeführt wurden, ein Konzert für Oboe und Orchester (1996) sowie ein Konzert für Flöte und Orchester (1998). Seine Peer-Gynt-Fantasie wurde für den Violinisten Arve Tellefsen und das Osloer Philharmonische Orchester für eine Sommerkonzertpremiere im Holmenkollen von Oslo im Jahr 2000 komponiert. Während der Konzertsaison 1999–2000 war Kverndokk Composer in Residence des Trondheim Symphony Orchestra. Im Februar 2003 wurde sein The Crystal Cabinet für Violine, Klavier und Orchester von den Oslo Philharmonic Orchestra uraufgeführt.
Kverndokks erste Oper, Der Falkenturm, wurde 1990 mit einer Besetzung von Sängern und Musikern der Norwegischen Musikakademie uraufgeführt. Das Libretto der Oper basierte auf Erik Fosnes Hansens gleichnamigem Roman. Kverndokks Kinderoper Georgs magische Medizin wurde von der Kristiansund Opera in Auftrag gegeben und 1995 uraufgeführt und im selben Jahr von der norwegischen Gesellschaft der Komponisten mit dem Preis für das Werk des Jahres ausgezeichnet. Die Oper wurde anschließend im Inland von der Norwegischen Nationaloper und dem Norwegischen Nationalballett, von der Opera Vest in Bergen und vom Trondheimer Symphonieorchester sowie international beim Schleswig-Holstein Musik Festival aufgeführt. Die Kinderopern Max und Moritz und Supersize Girl, die von der New York Opera Society in Auftrag gegeben wurden, wurden 2010 bzw. 2013 in Washington DC uraufgeführt.
Mit dem Librettisten und Sänger Øystein Wiik hat Kverndokk eine Reihe von Musicals geschrieben. Ihr erstes gemeinsames Projekt war das Musical Sofies Welt, das 1998 bei den Schlossfestspielen Ettlingen uraufgeführt wurde. 2001 wurde bei den Schlossfestspielen Ettlingen das Musical Vincent uraufgeführt. In diesem szenisch-musikalischen Porträt des Malers Vincent van Gogh bewies der Komponist, "wie wohldisponiert er in der Lage ist, Soli und Ensembles noch in der […] Kombination musikalisch disparater Elemente sicher zu einem Ganzen zu fügen". 2002 wurde im Theater Pforzheim das Musical Liaisons Dangerous uraufgeführt, das auf dem gleichnamigen Roman von Pierre Choderlos de Laclos basiert. Kverndokks und Wiiks Musical Heimatlos, das auf Hector Malots Roman basiert, wurde im Herbst 2003 im Det Norske Teatret in Oslo uraufgeführt. Das Theater Erfurt hat bei den DomStufen-Festspielen 2008 das Luther-Musical Martin L. uraufgeführt. Dieses Werk wurde später für den Musikpreis des Nordischen Rates nominiert. Das Musical In 80 Tagen um die Welt wurde zur Eröffnung des neuen Opernhaus Oslo in Auftrag gegeben und im Mai 2010 uraufgeführt.
Bokken Lasson, eine von NRK in Auftrag gegebene Rundfunkoper mit Libretto von Ivar Tindberg, gewann den Prix Italia im Jahr 2000. Ihre nächste Zusammenarbeit, die Oper Die vierte Uhr der Nacht, wurde im November 2005 an der Norwegischen Nationaloper uraufgeführt und 2006 mit dem Edvard-Preis ausgezeichnet. Sie wurde 2012 im neuen Opernhaus in Oslo wiederbelebt und im August 2012 bei den Savonlinna-Opernfestspielen in Finnland präsentiert. Kverndokks neueste Oper, Ostern, basiert auf August Strindbergs gleichnamigem Stück. Das Libretto von Aksel-Otto Bull wurde von der Nationaloper Bergen in Auftrag gegeben und feierte im April 2014 seine Uraufführung an der Opera Sør in Kristiansand.
Kverndokk hat darüber hinaus eine Reihe kirchenmusikalischer Werke komponiert, darunter Te Deum (2010) für Det Norske Solistkor, Messe (2007) fürs Vokalensemble Nordic Voices, Nidaros-Messe (2010) für den Nidaros-Domchor und Sommerens Maria (2011). Im Herbst 2015 erschien das Album Fuge der Zeit, auf dem eine von Kverndokk für Nordic Voices verfasste Messe zu hören war, die auf der Arbeit Missa Brevis basierte, die ursprünglich von Fartein Valen Dagene im Jahr 2002 in Auftrag gegeben wurde.
2005 debütierte Kverndokk als Filmkomponist mit der von Fine & Mellow produzierten Partitur für den dänischen Kinofilm Chinaman. In späteren Jahren komponierte Kverndokk auch eine Reihe kammermusikalischer Werke, darunter Three Pictures (2012) für Tine Thing Helseth, das Streichquartett La Nouvelle Athènes (2014) für Das dänische Streichquartett und Offertorium (2015) für das Trio ClariNord. Kverndokks jüngstes Kammermusikwerk, Offertorium für Klarinette, Cello und Klavier, wurde im September 2015 beim Ultima Oslo Contemporary Music Festival uraufgeführt.
Gisle Kverndokk hat viel als Musiker gearbeitet und war Musikdirektor mehrerer Musiktheaterproduktionen in Norwegen, Deutschland, den USA und Kanada. 1997 erhielt er den Anders-Jahre-Kulturpreis für junge Künstler und Wilhelm Hansens Erbe. 1999 erhielt er den Lili Boulanger Memorial Fund der Boston University.
2019 wurde das Musical Der Name der Rose als Auftragswerk für die DomStufen-Festspiele in Erfurt produziert.

## Ausgewählte Werke

### Musical
Gisle Kverndokk hat mit dem norwegischen Librettisten Øystein Wiik zahlreiche Musicals auf die Bühne gebracht.
- Sofies Welt (Sofies Verden)[3]
Uraufführung Schlossfestspiele Ettlingen, 1998
Das Musical basiert auf dem gleichnamigen Roman von Jostei Gaarder.
- Vincent[4]
Uraufführung Schlossfestspiele Ettlingen, 2001
Szenisch-musikalisches Porträt des Malers Vincent van Gogh
- Gefährliche Liebschaften (Liaisons Dangerous)[5]
Uraufführung Theater Pforzheim, 2002
Das Musical basiert auf dem gleichnamigen Roman von Pierre Choderlos de Laclos.
- Heimatlos – Kleiner Lord Remi (Homeless)[6]
Uraufführung als Frendelaus: Det Norske Teatret Oslo, 2003
Deutschsprachige Erstaufführung: Pfalztheater Kaiserslautern, 2005
Musical nach dem Familienroman Sans famille von Hector Malot
- Martin L.[7]
Uraufführung Theater Erfurt, Domstufen-Festspiele, 2008
Musical um Reformator Martin Luther
- In 80 Tagen um die Welt – oder wie viele Opern passen in ein Musical?[8]
Uraufführung als Jorden rundt på 80 dager, Oper Oslo, 2010
Deutschsprachige Erstaufführung: Landestheater Linz, 2016
Nach dem gleichnamigen Roman von Jules Verne.
- Der Name der Rose[9]
Uraufführung Theater Erfurt, Domstufen-Festspiele, 2019
Nach dem gleichnamigen Roman von Umberto Eco.
- Fanny und Alexander
Uraufführung Landestheater Linz, 2022
Das Musical basiert auf dem gleichnamigen Film von Ingmar Bergman aus dem Jahr 1982.
- Briefe von Ruth[10]
Uraufführung Stadttheater Gmunden, 2023, Text: Aksel-Otto Bull
Das Musical basiert auf den Briefen und Tagebüchern der Wiener Jüdin Ruth Maier.

### Klassische Musik
- Falketårnet (1990)
- Klaversonate (1991)
- Ho som ber god frukt (1991)
- Selene for orchestra (1992)
- Initasjon (1993)
- ...in the night before the town-crier begins to cry (1994)
- Bokken Lasson – sensibel suksess (2000)
- The Crystal Cabinet (2003)
- Den fjerde nattevakt (2005)
- Nidarosmesse (2010)
- Max und Moritz (2010)
- Påske (2012)
- Supersize Girl (2013)
- Symfoniske Danser (2014)
- Upon this handful earth (2017)
- Soga om Sol (2023)

## Diskographie
- Øystein Wiik, Too Many Mornings (1991)
- Songs from Sophie's World (1999)
- Norwegian Radio Orchestra, Bokken Lasson – sensible suksess (2000)
- Kyberia, Navigations (2000)
- Steinar Hannevold, Philharmonisches Orchester Bergen, Dimitri Kitajenko, Concerto for oboe and orchestra (2001)
- Dan Styffe, Revisited (2003)
- Musical Forever 2 (2011)
- Peter Herresthal, Philharmonisches Orchester Bergen, Peter Kates, Catch Light (2012)
- Guro Kleven Hagen, Sara Chen, Miriam Helms Ålien, Madelene Berg, Ann Hou Sæter, Christopher Tun Andersen, Victoria Putterman, Melinda Csenki, Sonoko Miriam Shimano Welde, Nine Solos for Nine Violinists (2012)
- De Unges Orkesterforbund, Minuetto Libero (2014)
- Kirkens Korskole Nøtterøy, Sommerens Maria (2015)
- Nordic Voices, Fuge der Zeit (2015)